# Ciro Polito
Ciro Polito (* 12. April 1979 in Neapel) ist ein italienischer ehemaliger Fußballtorhüter.

## Vereinskarriere
Ciro Polito erhielt 1997 einen Profivertrag bei seinem Verein und damaligen Zweitligisten Salernitana Sport, konnte sich jedoch nicht gegen den dortigen Stammtorhüter Daniele Balli sowie dessen Vertreter Andrea Ivan durchsetzen. In der folgenden Saison wurde er an Rimini Calcio verliehen und sammelte dort Spielpraxis in der vierten Liga. Im Tausch gegen Lorenzo Squizzi wechselte er im Juli 1999 zur US Lucchese Libertas, welche zuvor in die dritte Liga abgestiegen waren. Dort wurde Polito bis zur Winterpause fünfmal eingesetzt, Stammtorhüter blieb jedoch Marco Ambrosio. Im Januar 2000 wurde er an die AC Mantova verliehen und absolvierte dort 12 Ligaspiele bis zum Ende der Saison. Von 2000 bis 2002 spielte der Torhüter für den Drittligisten US Avellino sowie in der Folge jeweils ein Jahr für die Ligakonkurrenten AC Pistoiese und AC Acireale.
2004 wurde Ciro Polito vom Zweitligisten Catania Calcio verpflichtet, ebenso aber Armando Pantanelli, der in den folgenden Jahren Stammtorhüter sein sollte. Zwei Jahre später schaffte Catania nach einem zweiten Tabellenplatz den Aufstieg in die Serie A, Italiens höchste Spielklasse. Dort kam Polito am 26. November 2006 beim 2:0-Sieg über Parma einmalig zum Einsatz. In der Rückrunde wurde er im Tausch gegen Vitangelo Spadavecchia an den Zweitligisten Delfino Pescara 1936 verliehen, konnte deren Abstieg in die dritte Liga aber nicht mehr verhindern. Nach seiner Rückkehr zu Catania Calcio löste er den abgewanderten Pantanelli als Stammtorhüter ab. Unter dem ehemaligen italienischen Nationaltorhüter Walter Zenga als neuem Trainer von Catania erhielt jedoch der Routinier Albano Bizzarri ab 2008 wieder den Vorzug. Abermals erfolgte ein Spielertausch und Polito wechselte auf Leihbasis zur US Grosseto. Im Gegenzug kam Paolo Acerbis vom Zweitligisten zu Catania.
Nach seiner Rückkehr verließ Polito im Jahr 2009 Catania endgültig und wechselte zu seinem Jugendverein Salernitana Calcio. Dort war er zwar gesetzter Torhüter, kassierte jedoch 80 Gegentore und wurde mit seinem Verein abgeschlagen Tabellenletzter der Serie B. Er trat mit seinem Klub den Gang in die dritte Liga an und stand während der Hinrunde auch weiterhin im Tor. In der Rückrunde wurde er durch den ablösefrei verpflichteten Nicholas Caglioni auf die Ersatzbank verdrängt. Trotz Erreichens der Aufstiegsspiele erhielt Salernitana keine weitere Lizenz für die dritte Liga und musste Insolvenz anmelden. Ciro Polito verließ den Klub und wurde nach zweimonatiger Vereinslosigkeit vom Erstligaaufsteiger Atalanta Bergamo verpflichtet, nachdem sich Stammtorhüter Andrea Consigli eine Verletzung zugezogen hatte.